# Copris orphanus
Copris orphanus là một loài bọ cánh cứng trong họ Bọ hung (Scarabaeidae).